# Socialdemocracia

La rosa roja, símbolo internacional de la socialdemocracia debido al color rojo asociado con el socialismo.

La socialdemocracia es una ideología política, social y económica, que busca apoyar las intervenciones estatales, tanto económicas como sociales, para promover mayor equidad económica e igualdad social en el marco de una economía capitalista. Es un régimen de política que implica un compromiso con la democracia representativa, medidas para la redistribución del ingreso y regulación de la economía en las disposiciones de interés general y estado de bienestar.
Tiene como objetivo crear las condiciones para que el capitalismo conduzca a mayores resultados democráticos, igualitarios y solidarios; y se asocia a menudo con el conjunto de políticas socioeconómicas que se hicieron prominentes en el norte y el oeste de Europa —particularmente de organización social de los países nórdicos— durante la segunda mitad del siglo XX.
La socialdemocracia moderna se caracteriza por un compromiso con políticas destinadas a reducir la desigualdad, la discriminación de los grupos desfavorecidos y la pobreza, incluido el apoyo a servicios públicos universalmente accesibles como atención a personas mayores, cuidado infantil, educación, atención médica y mejoras laborales. El movimiento socialdemócrata también tiene fuertes conexiones con el movimiento laboral y los sindicatos y apoya los derechos de negociación colectiva para los trabajadores, así como medidas para extender la toma de decisiones democráticas más allá de la política hacia la esfera económica en forma de codecisión para los trabajadores y otros sectores económicos interesados. Se diferencia de otras concepciones del socialismo por la manera que interpreta el significado e implicaciones de ese término, especialmente en materia política, ya que los socialdemócratas se caracterizan por sus políticas reformistas ligadas a la participación ciudadana, protección del medio ambiente e integración de minorías sociales en las democracias modernas, y abordan los valores sociales desde un prisma progresista.
En algunos casos se asocia la socialdemocracia, con la tercera vía, una ideología que se desarrolló en los años noventa y que aparentemente quiere fusionar la economía liberal con las políticas de bienestar socialdemocráticas, aunque algunos analistas han categorizado esta la tercera vía dentro del movimiento social liberal.
En sentido estricto, la socialdemocracia es una tendencia política que surgió en Europa en la segunda mitad del siglo XIX, como una ideología política de izquierdas de carácter europeísta que promueve un socialismo democrático y reformista. Es una versión socialista peculiar de países altamente desarrollados. Es propiamente un fenómeno del norte de Europa —Finlandia, Suecia, Noruega, Alemania, Austria, Dinamarca— que obedece al avance del movimiento obrero de los países nórdicos. La socialdemocracia sostiene que la autoridad pública debe intervenir para restablecer el equilibrio y la libertad económica. «Competencia donde sea posible, planificación donde sea necesaria», fue la proclama del Partido Socialdemócrata Alemán en su Programa de Godesberg de 1959.

## Historia
Como ya destacó Alberto Ruiz Miguel en 1992 «la socialdemocracia, en cuanto concepto histórico y político, ha sufrido diversos y no leves cambios de significado en su ya secular recorrido... A la doctrina socialdemócrata le ha cabido una muy compleja historia: desde su influencia teórica lassalleana, pero también, y sobre todo, marxista, hasta su primitiva convivencia tanto con posiciones revisionistas y declaradamente reformistas (Bernstein) como posiciones revolucionarias (Luxemburg); desde su crisis tras el estallido de la Primera Guerra Mundial y el posterior aplastamiento de la revolución espartaquista hasta la crítica leninista a la supuesta traición socialdemócrata; en fin, desde la exclusión de la inspiración marxista en el programa de Bab Godesberg del Partido Socialdemócrata Alemán hasta la continuidad en los logros de los partidos socialistas escandinavos y centroeuropeos y del laborismo británico».

### Orígenes (1848-1880)

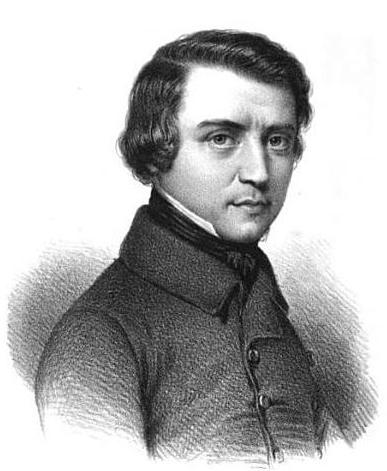
Louis Blanc en 1848.

Desarrollo de la socialdemocracia alemana antes de la Segunda Guerra Mundial.

El término socialdemocracia apareció en Francia durante la revolución de 1848 en el entorno de los seguidores del socialista Louis Blanc. Karl Marx lo utilizó en su célebre obra El 18 Brumario de Luis Bonaparte, cuya primera edición se publicó en Nueva York en 1852, para designar la propuesta política del que llama partido socialdemócrata formado tras las «jornadas de junio» por la unión de la pequeña burguesía democrática con la clase obrera socialista. «A las reivindicaciones sociales del proletariado se les limó la punta revolucionaria y se les dio un giro democrático; a las exigencias democráticas de la pequeña burguesía se las despojó de la forma meramente política y se afiló su punta socialista. Así nació la socialdemocracia». Según Karl Marx, en esta alianza predominaba la ideología de la pequeña burguesía: «su carácter peculiar» estribaba «en el hecho de exigir instituciones democrático-republicanas, como medio no para abolir los dos extremos, capital y trabajo asalariado, sino para atenuar su antagonismo, convirtiéndolo en armonía», o lo que es lo mismo, «la transformación de la sociedad por vía democrática, pero una transformación dentro del marco de la pequeña burguesía».

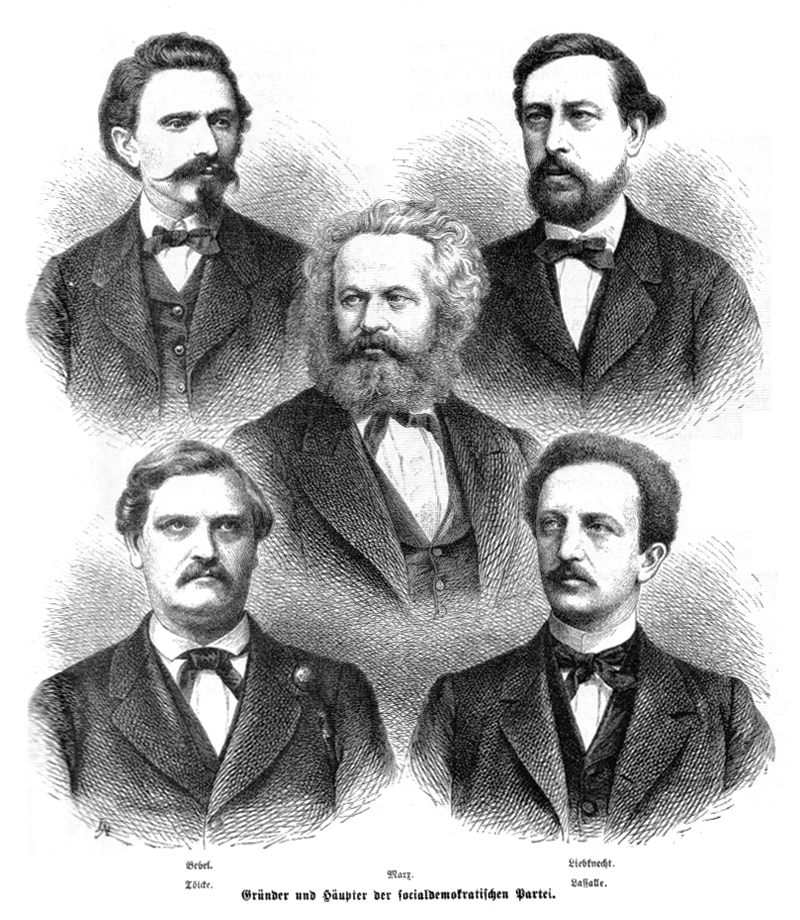
Los dirigentes de las diferentes vertientes del socialismo alemán en sus inicios: (arriba) August Bebel, y Wilhelm Liebknecht; (en medio) Karl Marx;(abajo) Carl Wilhelm Tölcke y Ferdinand Lassalle.

Sin embargo, según el marxista revisionista alemán Eduard Bernstein, el término había sido acuñado tras la revolución de 1848 por el poeta alemán Gottfried Kinkel. Y lo cierto es que el primer grupo que se autodenominó socialdemócrata fue un partido alemán fundado en 1863 por Ferdinand Lassalle con el nombre de Asociación General de Trabajadores de Alemania (Allgemeiner Deutsche Arbeiterverein) y cuyo periódico se llamó La Socialdemocracia. Este grupo se fusionó en 1875 con el Partido Socialdemócrata Obrero de Alemania (Socialdemokratische Arbeiterpartei), de inspiración marxista, creado por Wilhelm Liebknecht y August Bebel en 1869, dando nacimiento al Partido Obrero Socialista de Alemania (Sozialistische Arbeiterpartei Deutschands), que años después adoptó el nombre definitivo que mantiene en la actualidad de Partido Socialdemócrata de Alemania (Sozialdemokratische Partei Deutschlands, SPD). El nuevo partido intentó aunar las dos herencias de las que había surgido, la lasselleana y la marxista, mediante el Programa de Gotha aprobado el año de su fundación (1875) pero este fue objeto de una dura crítica por el propio Karl Marx —en un famoso opúsculo titulado Crítica del Programa de Gotha—. Este decía que a la sociedad sin clases no se podría llegar con «lindas menudencias» democráticas meramente «burguesas», sino tras un período de «dictadura del proletariado» que pusiera fin a la «lucha de clases». En efecto, en el programa de Gotha se recogían objetivos de «raigambre lassalleana» como la «organización democrática del Estado nacional que aceptara reformas concretas como el sufragio universal, la milicia popular, la educación obligatoria o la restricción del trabajo de mujeres y niños», y en un plano más general, la finalidad última del reparto igualitario del poder político, social y económico. Una posición reformista «volcada sobre todo en la acción del Estado».
Tras el SPD alemán se fundaron el Partido Socialista Obrero Español (1879), el Partido Obrero Belga (1885), el Partido Socialdemócrata de Austria (1889), el Partido Socialdemócrata Húngaro (1890), el Partido Socialista Polaco (1892), el Partido Socialista de Rumania (1893), el Partido de los Socialdemócratas Búlgaros, el Partido Socialdemócrata de los Trabajadores de Holanda (1894), el Partido Socialista de Argentina (1896), y el Partido Obrero Socialdemócrata de Rusia (1898). Un desarrollo político muy importante tuvieron los partidos socialdemócratas escandinavos (Partido Socialdemócrata de Dinamarca, 1871; Partido Laborista Noruego, 1887; Partido Socialdemócrata Sueco, 1889). En Inglaterra y algunos otros países los partidos socialistas adoptaron el nombre de laborista.

### El «periodo clásico» de la socialdemocracia (1880-1914)

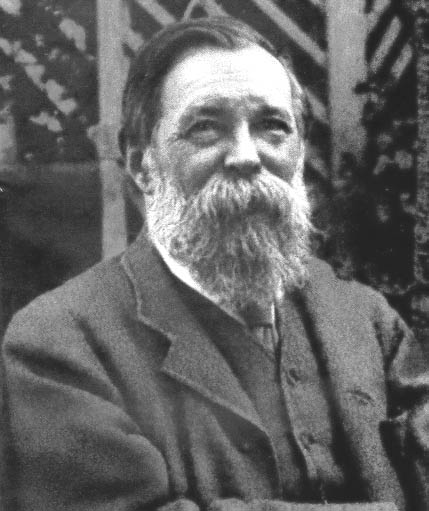
Friedrich Engels, cofundador del marxismo, en 1893, dos años antes de su muerte.

Entre 1880 y 1914 la socialdemocracia asumió plenamente las tesis marxistas, por lo que ese período también ha sido llamado «la edad de oro del marxismo». Sin embargo, la interpretación del marxismo que hizo la corriente mayoritaria («ortodoxa») de la Segunda Internacional, fundada en 1889, acentuó los aspectos mecanicistas y materialistas del marxismo («economicismo») convirtiéndolo «en un dogma, que mediante el análisis de las relaciones productivas, era considerado capaz de prever, en sus grandes trazos al menos, el inexorable curso de la historia», que culminaría con la «inevitable victoria del proletariado» como consecuencia del desarrollo del propio capitalismo que llevaba consigo la progresiva concentración del capital en unas pocas manos y la creciente miseria de la clase obrera. Esta concepción del inexorable derrumbe del capitalismo era la que sostenían August Bebel y Karl Kautsky, en Alemania; Paul Lafargue y Jules Guesde en Francia; Achille Loria y Enrico Ferri, en Italia; y Jaime Vera y Julián Besteiro, en España.
Pero existía una contradicción entre la teoría revolucionaria que defendía la corriente «ortodoxa» y la práctica política reformista que aplicaba. El principal teórico de la socialdemocracia alemana Karl Kautsky creyó encontrar el apoyo a esta política en el que se consideró el testamento político de Engels, la «Introducción» a la edición de 1895 de la obra de Marx La lucha de clases en Francia. Allí el cofundador del marxismo y principal depositario de la herencia de Marx (muerto doce años antes) defendía el sufragio universal como un medio para conseguir la victoria del socialismo tras una «labor larga y perseverante» de las masas, aunque Engels también preveía que las fuerzas burguesas acabarían violando su propia legalidad para impedir su triunfo, lo que entonces legitimaría otros medios de alcanzar la sociedad socialista.

#### Aparición del «revisionismo» dentro del movimiento socialdemócrata
Uno de los primeros en señalar la contradicción entre teoría y práctica fue el alemán Eduard Bernstein en una serie de artículos publicados en Die Neue Zeit entre 1896 y 1898 y sobre todo en su libro de 1899 Las premisas del socialismo y las tareas de la socialdemocracia. En una Alemania a punto de convertirse en la primera potencia industrial europea Bernstein constató que las predicciones de Marx no se estaban cumpliendo pues ni se vislumbraba el colapso del capitalismo víctima de sus propias contradicciones ni el proletariado vivía en unas condiciones cada vez más miserables. Así pues, Bernstein procedió a «revisar» buena parte de las tesis marxistas —como la teoría del valor-trabajo o la de la polarización social entre burguesía y proletariado que haría desaparecer a las clases medias—, —y en consecuencia defendió las políticas reformistas para alcanzar el socialismo—, con lo que la contradicción entre teoría y práctica desaparecía.
La «revisión» de Bernstein, influida por el neokantismo, suscitó un gran debate en el seno de la socialdemocracia alemana y europea en el que Karl Kautsky, el teórico más influyente del SPD, fue el principal defensor de las tesis «clásicas» marxistas —o de la interpretación que había hecho de ellas la corriente «ortodoxa» mayoritaria—.
El punto central del debate fue la alternativa entre reforma o revolución para alcanzar el socialismo. Bernstein defendió la primera, tomando como referencia las ideas de la Sociedad Fabiana —fundada en 1884, y que fue el principal origen doctrinal del laborismo, «la versión británica de la socialdemocracia europea»— que Bernstein conoció durante su exilio en Londres en la última década del siglo XIX. Los fabianos ajenos a la tradición marxista y opuestos a la revolución, defendían alcanzar el socialismo mediante la «extensión gradual del sufragio y la transferencia de rentas e intereses al Estado, no de golpe, sino poco a poco», como escribió en 1889 Bernard Shaw, el fabiano más conocido. Por su parte Sidney Webb, fundador de la sociedad junto con su esposa Beatrice Webb, remarcó la estrecha relación entre democracia y socialismo:

El resultado inevitable de la democracia es el control por parte del propio pueblo no sólo de la propia organización política, sino también de los principales instrumentos de riqueza… El aspecto económico del ideal democrático es, en realidad, el socialismo.

Al igual que los fabianos, Bernstein veía la democracia como «el medio para la lucha en pro del socialismo» y la «forma imprescindible de realización del socialismo», mientras que la dictadura del proletariado la consideraba una forma de «atavismo político». En consecuencia, enlazando en esto con Lassalle, no consideraba al Estado como un instrumento de dominación de clase, como sostenía la interpretación marxista «ortodoxa», sino como el «legítimo guardián del interés general de la colectividad».

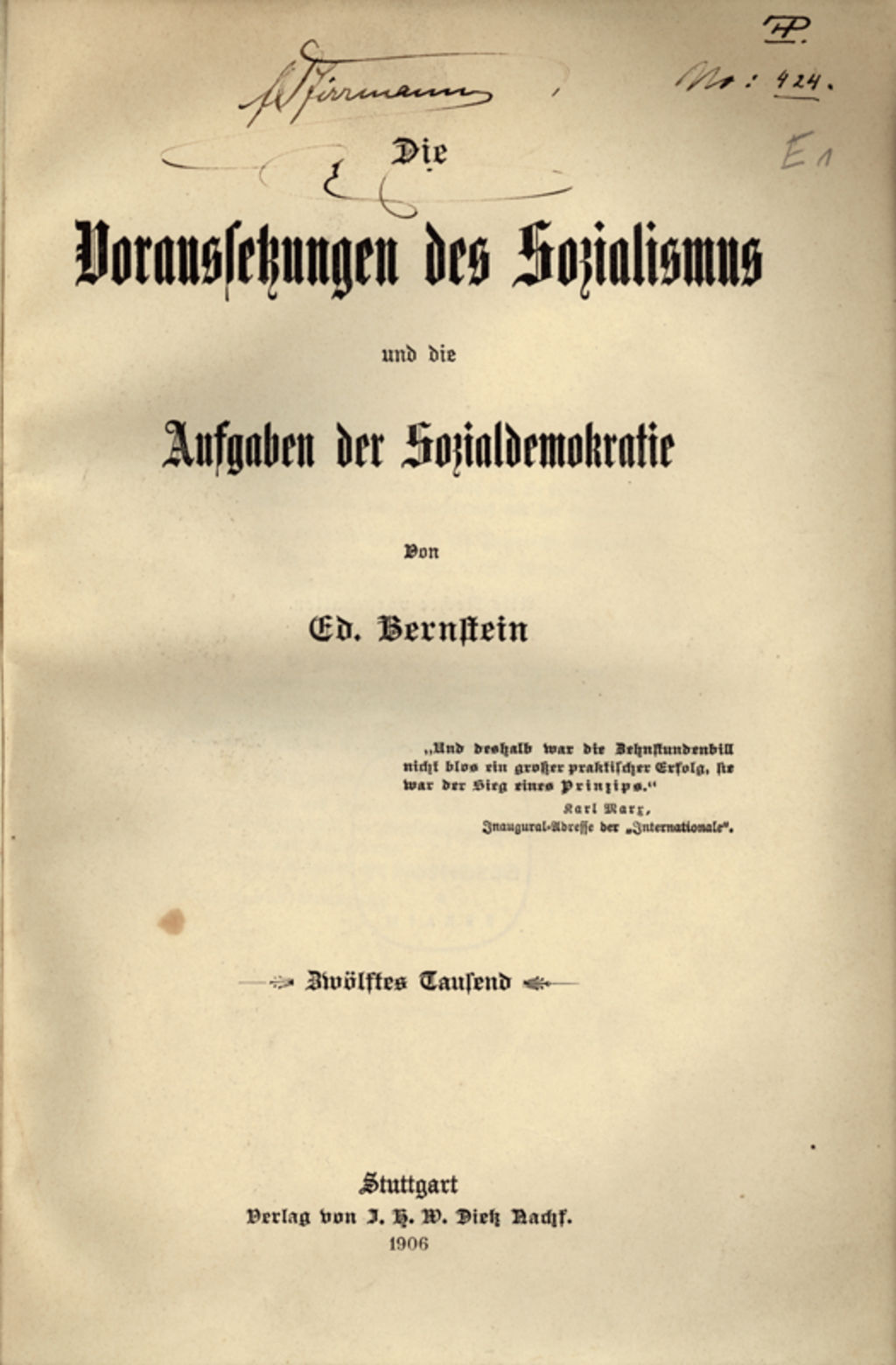
Edición de 1906 de Las premisas del socialismo y las tareas de la socialdemocracia de Eduard Bernstein.

Bernstein, citando a Engels, decía que el socialismo se lograría a través de una lucha «prolongada, tenaz, avanzando lentamente de posición a posición», lo que produciría una especie de evolución del capitalismo dado que por un lado: a) Las condiciones económicas no eran las suficientes como para permitir la aparición del socialismo; y b) Que la concentración o acumulación del capital no se había realizado en los términos previstos por Marx, sino por el contrario, se había extendido a través de la generalización de las empresas de capital social. Lo que significaba que en lugar de pauperizar habían mejorado los niveles de vida de amplios sectores de ella y que, por otro lado, la ampliación de la democracia y los logros de beneficios sindicales que esa extensión hacía posible significaba que el proletariado tendría cada vez más derechos a defender y por lo tanto, menos razones para una insurrección. Todo lo anterior "ha revolucionado completamente las condiciones de la lucha del proletariado. Los métodos de 1848 (la referencia es al Manifiesto Comunista) son obsoletos en todo sentido". Paralelamente Bernstein argumentaba que la extensión de derechos democráticos a las clases desposeídas -específicamente, el derecho a voto a quienes no son propietarios- cambiaba las reglas de la política: la democracia se había transformado en conquista y herramienta popular y por lo tanto superaba la necesidad de una insurrección y/o guerra civil a fin de instaurar una dictadura del proletariado. Consecuentemente, Bernstein analizaba la posibilidad de transformación del capitalismo al socialismo mediante un proceso de reformas políticas y económicas; la consecución de estas reformas debían figurar en adelante como objetivo prioritario del movimiento obrero, por lo que la confrontación electoral y la presencia parlamentaria de los partidos socialdemócratas se transformaba en método central de avance al socialismo. Aunque las tesis de Bernstein fueron condenadas por casi todos los partidos, su posicionamiento (denunciado por los continuistas como revisionismo) tuvo una amplia influencia en el socialismo internacional.
Es importante tener presente que las reformas que Bernstein está postulando no se refieren solo un sistema de beneficios, sean sindicales o sociales, sino que al sistema político mismo -especialmente el de su tiempo- Para el, la democracia es un concepto no solo mejorable sino un objetivo político que se debe lograr o implementar -por ejemplo, a través de la lucha por el derecho de los sindicatos a participar no solo en la administración de empresas sino también en la dirección política de un país- Así, define democracia, negativamente, como: “la ausencia del gobierno de clases (...) el principio de la supresión del gobierno de las clases aunque no todavía la actual supresión de las clases”.

### La asunción de las tesis revisionistas y reformistas, y la ruptura definitiva de la socialdemocracia con el comunismo (1918-1945)
La Revolución de Octubre de 1917 supuso la ruptura del movimiento socialista europeo ya que los partidarios del modelo leninista que acababa de triunfar en Rusia abandonaron los partidos socialistas y socialdemócratas para fundar los partidos comunistas adheridos a la nueva Tercera Internacional, mientras que aquellos partidos socialistas o socialdemócratas asumieron plenamente los valores democráticos y la vía reformista para alcanzar el socialismo —con la excepción del Partido Socialista Obrero Español que protagonizó la fracasada Revolución de octubre de 1934—.

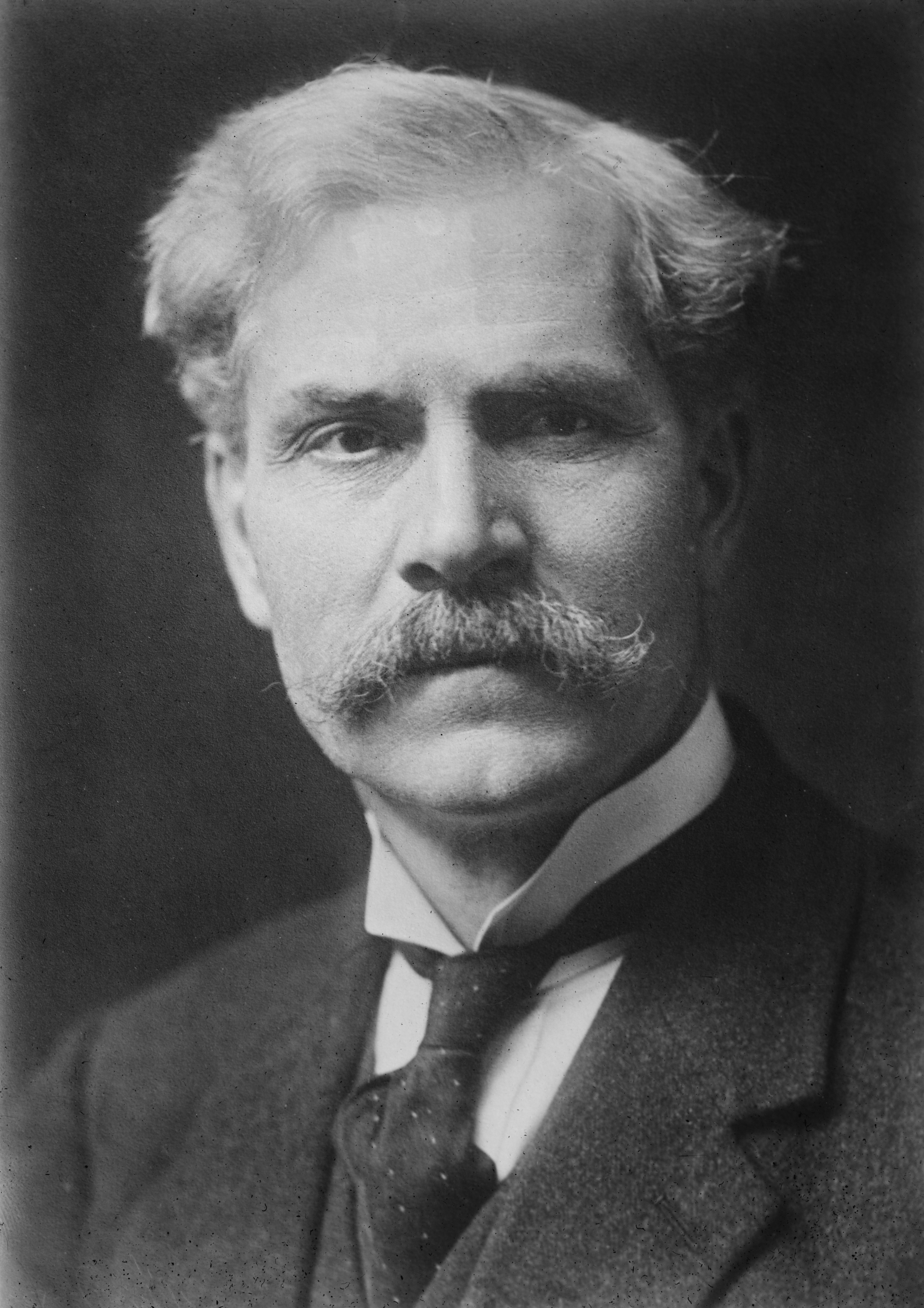
Ramsay MacDonald, líder del Partido Laborista entre 1922 y 1931 y primer ministro británico en 1924 y entre 1929 y 1935.

A consecuencia de esto, los comunistas dejaron de autodenominarse como socialdemócratas y los socialdemócratas —que asumieron por completo las tesis revisionistas— renunciaron totalmente al comunismo como objetivo sustituyéndolo por el socialismo democrático. 
Así pues, el sector «revisionista reformista» encabezado por Bernstein, —y al que hicieron importantes aportaciones el italiano Carlo Rosselli y el belga Henri de Man— acentuó la estrecha relación entre el socialismo y la democracia —«La clase obrera exige la democratización del Estado y de la administración pública, la democratización de las empresas, la extensión de la democracia a todos los terrenos, a la enseñanza, a la cultura física, al arte, al comercio», escribió Bernstein en 1922—. Pero también obligó al sector «ortodoxo» a definir con precisión el significado del concepto marxista de «dictadura del proletariado» y su relación con la democracia. En 1911 Kautsky ya había admitido que «un verdadero régimen parlamentario puede ser igualmente un instrumento de la dictadura del proletariado como de la dictadura de la burguesía», y tras el triunfo de la "Revolución de Octubre" denunció que en Rusia se había sustituido la «dictadura del proletariado» por la dictadura del partido («la dictadura conduce a que el partido que sustenta las riendas del poder tenga que procurar mantenerse por todos los medios, sean éstos limpios o sucios, porque su derrocamiento equivale a su derrumbamiento total»), lo que provocó la airada respuesta de Lenin denunciando el «democratismo pequeñoburgués» del «renegado Kautsky» (La revolución proletaria y el renegado Kautsky, 1918; El Estado y la revolución, 1918).

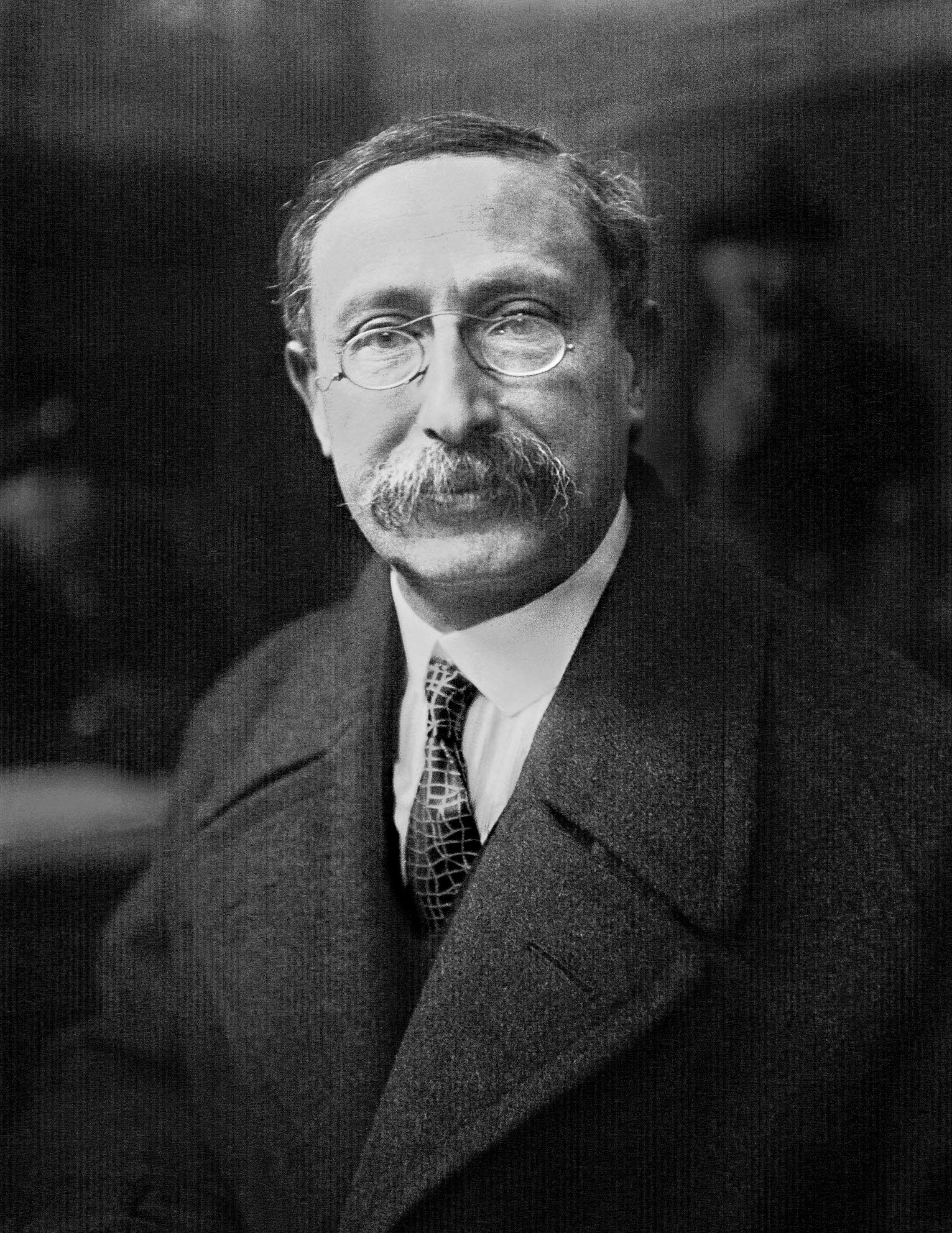
Leon Blum (1927), líder del SFIO y presidente del gobierno francés entre 1936 y 1937 al frente de la coalición del Frente Popular.

La socialdemocracia también cuestionó la identificación entre socialización y nacionalización o estatización de los medios de producción, el modelo que se estaba aplicando en Rusia. El mismo Kautsky siempre había aceptado que en la sociedad socialista pudieran convivir formas variadas de propiedad junto a la estatal, como la municipal, la cooperativa, la sindical e, incluso, en algunos casos la propiedad privada. «El mecanismo económico de una sociedad socialista admite la misma variedad que en la actualidad. Lo que desaparecerá es nuestra febril agitación, la lucha a ultranza en la que se trata de vencer o morir, a la que nos condena el sistema actual de la competencia. Lo que desaparecerá, en definitiva, es el antagonismo entre explotadores y explotados», había escrito en 1902. Una idea que reiteró para criticar la revolución bolchevique —tanto la democracia como el socialismo «son medios, que deben darse conjuntamente, para el fin de suprimir toda opresión», escribió en 1918— y que los reformistas, siguiendo la estela de los fabianos, aún llevaron más lejos al identificar el socialismo con la democracia extendida a todos los terrenos de la vida social. «Berstein llegó a negar la eficacia milagrosa de la socialización de la propiedad, que no veía como un fin en sí misma y que, por ello, no tenía por qué afectar a todos los sectores económicos ni recibir la forma jurídica de apropiación pública, pudiendo bastar la mera intervención estatal en las empresas privadas y el control del conjunto de la actividad económica».
La ruptura definitiva de la socialdemocracia con el comunismo se dio el 2 de marzo de 1919, en el congreso fundacional de la Internacional Comunista (conocida como la Tercera Internacional) ocurrido el mencionado día el propio Vladimir Lenin anunció la ruptura definitiva entre dos corrientes ideológicas y políticas irreconciliables: el comunismo (también denominado como bolchevismo, para entonces aún no se usaba el término marxismo-leninismo sino simplemente leninismo) y el revisionismo socialdemócrata (también denominado como revisionismo reformista).
Sin embargo, a pesar de la irreversible ruptura de la socialdemocracia con el comunismo, la socialdemocracia se siguió definiendo como marxista hasta la década de los años 1950. Vale aclarar que el propio Eduard Bernstein ya había roto abiertamente con el comunismo desde finales de la década de los años 1890 cuando hizo su famosa revisión a la socialdemocracia, pero sus tesis revisionistas tardaron varios años en calar dentro de la socialdemocracia.
Un intento de conciliación entre la socialdemocracia y el leninismo lo representó la creación de la llamada Segunda Internacional y Media que asumió en gran medida la posición más benévola sobre la Revolución de Octubre sostenida por el austromarxista Otto Bauer —consideraba la dictadura del proletariado en Rusia como una fase de transición hacia la democracia, lo que nunca llegó a realizarse—. Finalmente los partidos o corrientes que seguían las tesis de Bernstein, que continuaron denominándose socialistas o socialdemócratas, fundaron en 1923 la Internacional Obrera y Socialista.
Durante este período de entreguerras se produjo la primera participación de los socialdemócratas en los gobiernos, (en Alemania, en Austria, en Bélgica, en Gran Bretaña, en Dinamarca o en España), aunque la misma fueron relativamente efímeras, salvo en el caso del Partido Socialdemócrata Sueco que se mantuvo en el poder desde 1932 hasta 1976.
Entre los pensadores y políticos más conocidos que tuvieron mayor influencia en la socialdemocracia de este periodo se encuentran: Léon Blum; Ramsay MacDonald; Pierre Mendès France; Tony Crosland (principal implementador político de las ideas de Keynes), John Maynard Keynes; John Kenneth Galbraith, Olof Palme, Nehru, etc.

### El abandono total del marxismo y la aceptación del capitalismo por parte de la socialdemocracia
Tras el final de la Segunda Guerra Mundial la socialdemocracia europea abandonó completamente el marxismo y elaboró una «visión diferente de las relaciones entre capitalismo y socialismo», centrando su propuesta en «una mayor intervención estatal en los procesos de redistribución que en los de producción, de forma que una política fiscal progresiva permitió consolidar eficazmente la red asistencial que configura el Estado de bienestar» (dándose pues así la ruptura definitiva de la socialdemocracia con el marxismo en general).

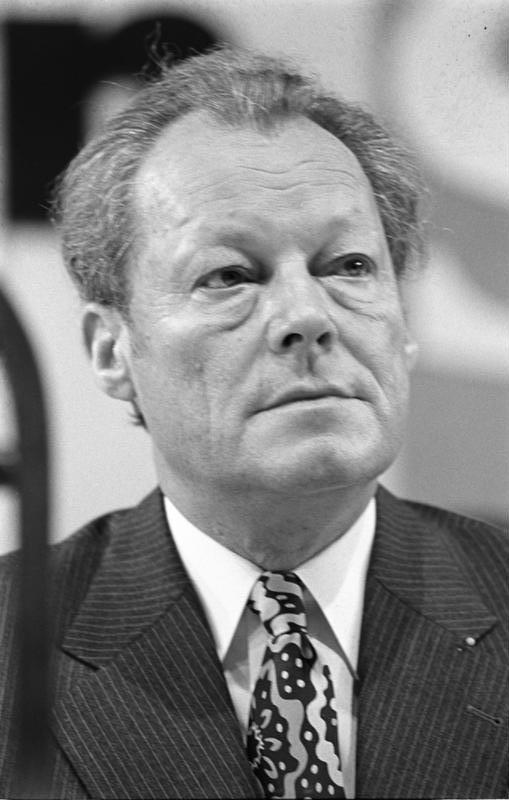
Willy Brandt, líder del SPD y canciller de Alemania Occidental entre 1969 y 1974.

El momento decisivo se produjo en 1959 cuando en el Congreso de Bad Godesberg el Partido Socialdemócrata Alemán abandonó formalmente el marxismo, renunciando a «proclamar últimas verdades», e identificando completamente socialismo y democracia. Así el SPD se propuso crear un «nuevo orden económico y social» conforme con «los valores fundamentales del pensamiento socialista» —«la libertad, la justicia, la solidaridad y la mutua obligación derivada de la común solidaridad»— y que no se consideraba incompatible con la economía de mercado y la propiedad privada.
Frente a la aceptación del capitalismo propugnada por el SPD y el resto de partidos socialdemócratas del centro y del norte de Europa, sus homólogos del sur elaboraron una alternativa que llamaron socialismo democrático en la que no renunciaban a alcanzar el socialismo, aunque siempre mediante el respeto a las reglas de la democracia —los partidos comunistas del sur también se sumaron a esta iniciativa construyendo su propia alternativa «socialista democrática» que llamaron eurocomunismo—. Por su parte, los socialdemócratas crearon aquello que denominaron «economía social de mercado», también denominada como «capitalismo social» o «capitalismo del Rin», qué consiste en un modelo de economía y sociedad «con la meta de crear una economía que desde la base de la competencia combina la libre iniciativa con un progreso social asegurado por la capacidad económica».
Téngase en cuenta que la «economía social de mercado» de los socialdemócratas no debe ser confundida con el «socialismo de mercado» —el cual ha sido implementado en estados socialistas extintos, como por ejemplo las democracias populares de Europa del este, y también en estados socialistas actuales, como por ejemplo la República Popular China, la República Socialista de Vietnam, la República Democrática Popular Lao y la República de Cuba—.

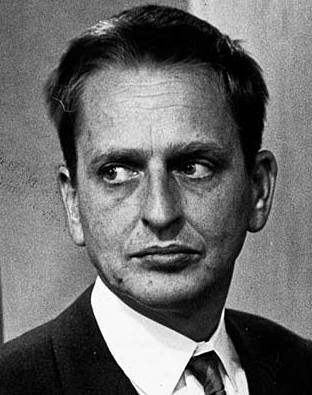
Olof Palme, líder del Partido Socialdemócrata de Suecia y primer ministro de su país entre 1969 y 1976, y 1982 y 1986.

Los ideales de la nueva socialdemocracia heredera del «revisionismo reformista» quedaron plasmados en la Declaración de Principios de la Internacional Socialista de 1989, en la que se proclamó que «una democracia más avanzada en todas las esferas de la vida (la política, la social y la económica) es el marco y a la vez el fin del socialismo».
Así pues, según los socialdemócratas no existe un conflicto entre la economía capitalista de mercado y su definición de una sociedad de bienestar mientras el Estado posea atribuciones suficientes para garantizar a los ciudadanos una debida protección social. En general, esas tendencias se diferencian tanto del social liberalismo como del liberalismo progresista en la regulación de la actividad productiva, y en la progresividad y cuantía de los impuestos. Y esto se traduce en un incremento en la acción del Estado y los medios de comunicación públicos, así como de las pensiones, ayudas y subvenciones a asociaciones culturales y sociales. Algunos gobiernos europeos han aplicado en los últimos años una variante de la Tercera Vía que es un poco más próxima al liberalismo, con un menor intervencionismo y presencia de empresas públicas, pero con el mantenimiento de las ayudas y subvenciones típicas de la socialdemocracia —cuyo principal exponente ha sido el laborista británico Tony Blair—.
Entre los pensadores y políticos que han tenido más influencia sobre la socialdemocracia en las últimas décadas se encuentran Gerhard Schröder, Paul Krugman, Robert Solow, Joseph Stiglitz, Amartya Sen, Claus Offe y, principalmente, Norberto Bobbio y Zygmunt Bauman. Las ideas que han dado origen a las posiciones de Tony Blair y Gordon Brown se asientan principalmente sobra la obra de Anthony Giddens y Jeffrey Sachs. Gordon Brown ha sido también influido por alguna de las percepciones de Gertrude Himmelfarb.
Los partidos socialdemócratas se encuentran entre los más importantes en la mayor parte de los países europeos, así como en la mayor parte de países influidos por el Viejo Continente, con la notable excepción de Estados Unidos. También en Hispanoamérica tienen una notable influencia, con la Unión Cívica Radical en Argentina, el Partido Socialista de Chile, el Partido Liberal Colombiano, el Partido Liberación Nacional de Costa Rica, el Partido Colorado de Uruguay o la Acción Democrática de Venezuela [cita requerida] algunos de los cuales han participado en los gobiernos de sus respectivos países.

## La socialdemocracia en la actualidad
La socialdemocracia plantea en el presente:
- Una economía mixta controlada democráticamente.
- Programas subvencionados de educación, cuidado de salud universal, cuidado infantil y los relacionados servicios sociales para todos los ciudadanos.
- Un amplio sistema de seguridad social, con el objetivo declarado de contrarrestar los efectos de la pobreza y asegurar a los ciudadanos contra la pérdida de ingresos a raíz de enfermedad, desempleo o jubilación.
- Organismos gubernamentales que regulen la empresa privada en defensa del trabajador y de los consumidores, garantizando los derechos laborales (es decir, apoyar el acceso de los trabajadores a los sindicatos), y de los consumidores la protección y la competencia de mercado.
- Democracia representativa en el marco del estado de derecho.
- Ecologismo y protección del medio ambiente a través de las leyes, por ejemplo, la financiación de energía alternativa, además recursos y leyes destinados a combatir el calentamiento global.
- Sistemas de impuesto progresivo para financiar los gastos del Estado.
- Una política social secular y progresista.
- Inmigración y multiculturalismo.
- Una política exterior de apoyo a la promoción de la democracia, la protección de los derechos humanos y en lo posible, a partir del multilateralismo.
- Promoción de la justicia social, los derechos humanos, derechos sociales, derechos civiles y libertades civiles.

Se diferencia de otras concepciones del socialismo por la manera que interpreta el significado e implicaciones de ese término, especialmente en materias políticas: 

La Internacional Socialista se fundó hace cien años para coordinar la lucha mundial de los movimientos socialistas democráticos por la justicia social, la dignidad humana y la democracia. En ella se reunieron partidos y organizaciones de tradiciones diferentes, que compartían el objetivo común del socialismo democrático. A lo largo de su historia, los partidos socialistas, socialdemócratas y laboristas han defendido los mismos valores y principios. [...] Los socialistas democráticos han llegado a proclamar estos valores por caminos muy distintos, a partir del movimiento obrero, de los movimientos populares de liberación, de las tradiciones culturales de asistencia mutua y de solidaridad comunitaria en muchas partes del mundo. También tienen raíces en las diversas tradiciones humanistas del mundo. Pero aunque existan diferencias ideológicas y culturales, todos los socialistas comparten la concepción de una sociedad mundial pacífica y democrática, con libertad, justicia y solidaridad.

## Críticas
Entre otros, el punto de vista anarquista ha planteado una serie de críticas a la socialdemocracia. El profesor Carlos Taibo resume estas críticas en los siguientes cinco puntos:
- Los impedimentos que puso en el camino del capitalismo fueron menores.
- Fomentó una serie de mitos en torno a varias ideas vacías, como las de sociedad civil o la democracia representativa.
- Siguió y permitió muchos de los problemas asociados al crecimiento económico y la competitividad.
- Propició la desmovilización social.
- Alentó el asentamiento de formas nuevas de dominación colonial.

A esto añade, a modo de conclusión, que en las últimas décadas la socialdemocracia se ha «diluido en el magma del orden liberal, e incluso neoliberal», de modo que habría perdido «sus ya de por sí precarias señas de identidad».